# Stadion Miejski w Prudniku
Stadion Miejski w Prudniku – stadion piłkarski przy ulicy Kolejowej 7 w Prudniku. Swoje mecze rozgrywa na nim drużyna Pogoń Prudnik. Popularnie bywa nazywany w skrócie „K7”.

## Opis
Stadion posiada około 2200 miejsc. Obok stadionu znajduje się drugie boisko do gry w piłkę nożną, boisko do gry w koszykówkę o podłożu asfaltowym, kort tenisowy, bieżnia, skocznia, rzutnia i pawilon z sanitariatami i szatniami. Właścicielem tego obiektu jest Ośrodek Sportu i Rekreacji w Prudniku.

## Historia

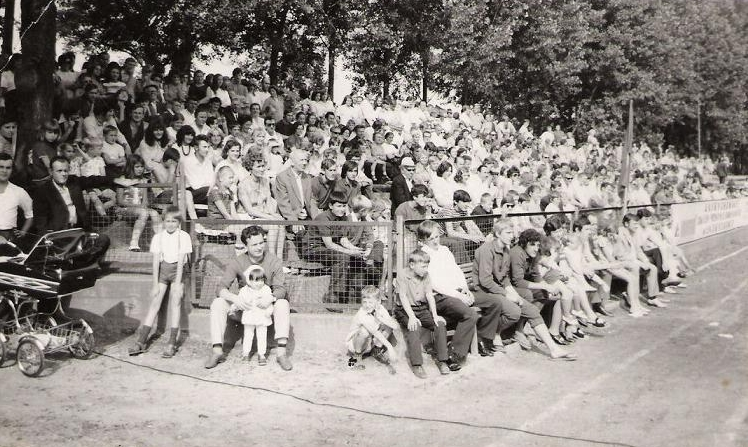
Widownia na stadionie (lata 60–70. XX wieku)

Infrastruktura sportowa w tym miejscu obecna jest od 1908 roku. Fabrykant Albert Fränkel przeznaczył pieniądze na budowę placu sportowego, który następnie gmina przekazała Towarzystwu Sportowemu „Guts-Muts”, działającemu od 1905. Na boisku przy ul. Kolejowej swoje mecze rozgrywał klub SV Guts Muths Neustadt, utworzony wiosną 1922 roku. Stadion powstał w latach 50. XX wieku. Został rozbudowany i zmodernizowany w 1960. Od lat 60. XX wieku, kiedy to zasypany został pobliski rekreacyjny staw gondolowy, boisko sportowe zostało przesunięte bliżej zabudowań mieszkalnych.
2 września 1976 na stadionie zlokalizowano metę VII etapu wyścigu kolarskiego Tour de Pologne. Etap wygrał Wojciech Matusiak. Po zalaniu stadionu podczas powodzi w 1997, wymieniono murawę i wyremontowano bieżnię lekkoatletyczną.

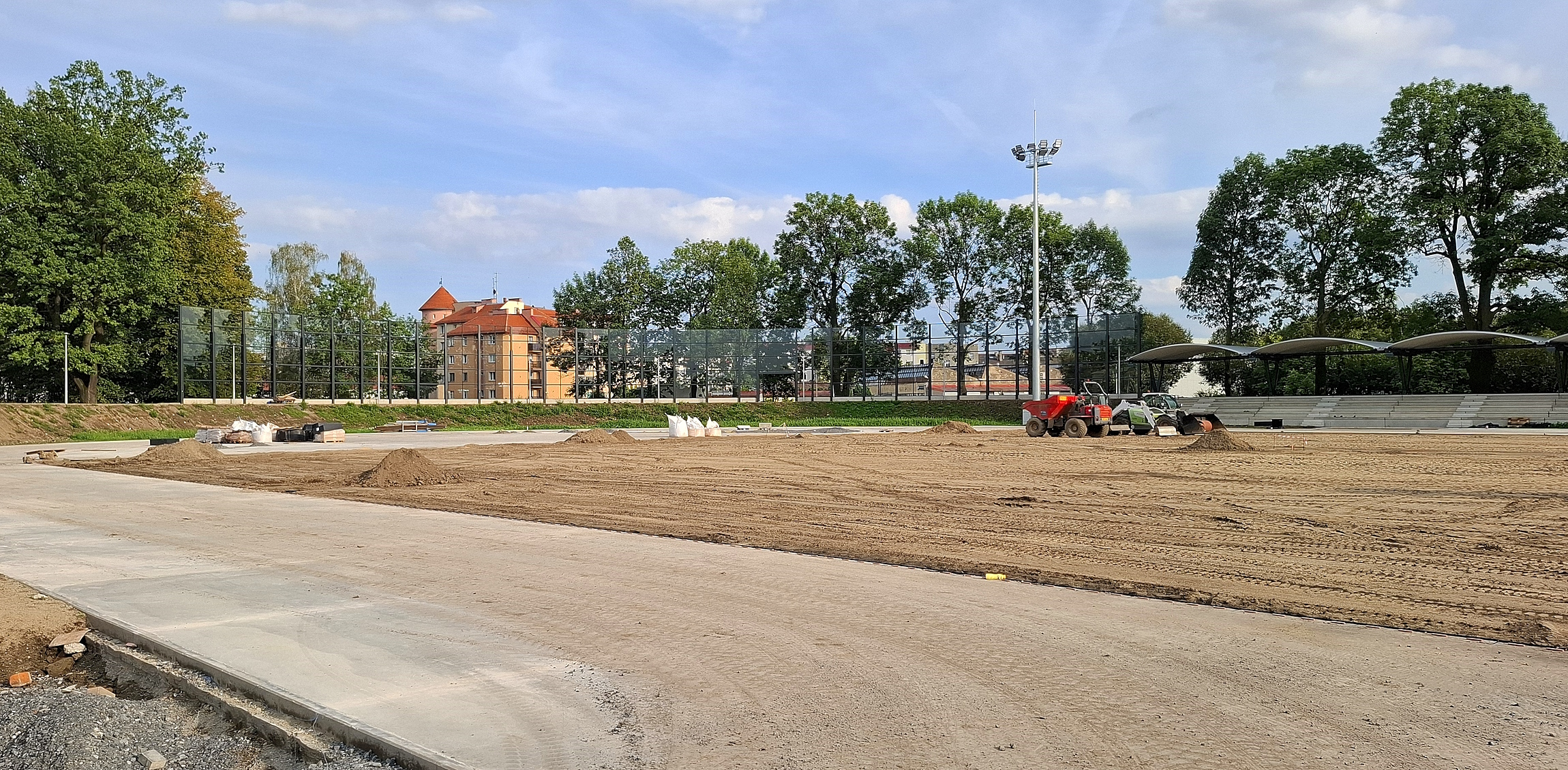
Przebudowa stadionu w 2024

W lipcu 2010, gdy w Prudniku obchodzono VI Europejski Tydzień Turystyki Rowerowej, na stadionie znajdowała się baza ETTR. W 2020 na stadionie zamontowano krzesełka, które Pogoń Prudnik otrzymała w 2018 od zaprzyjaźnionej Polonii Bytom.
W 2022 gmina Prudnik otrzymała z Rządowego Funduszu „Polski Ład” na remont stadionu dofinansowanie w wysokości 16 mln zł. Modernizację obiektu rozpoczęto w lipcu 2023. Remontowany stadion został zalany podczas powodzi we wrześniu 2024.